# Casale di Pari
Casale di Pari is een plaats (frazione) in de Italiaanse gemeente Civitella Paganico.
Het frazione is een klein middeleeuws dorp, met gebouwen en kerken uit de 15e eeuw.